# Muscle extra-oculaire

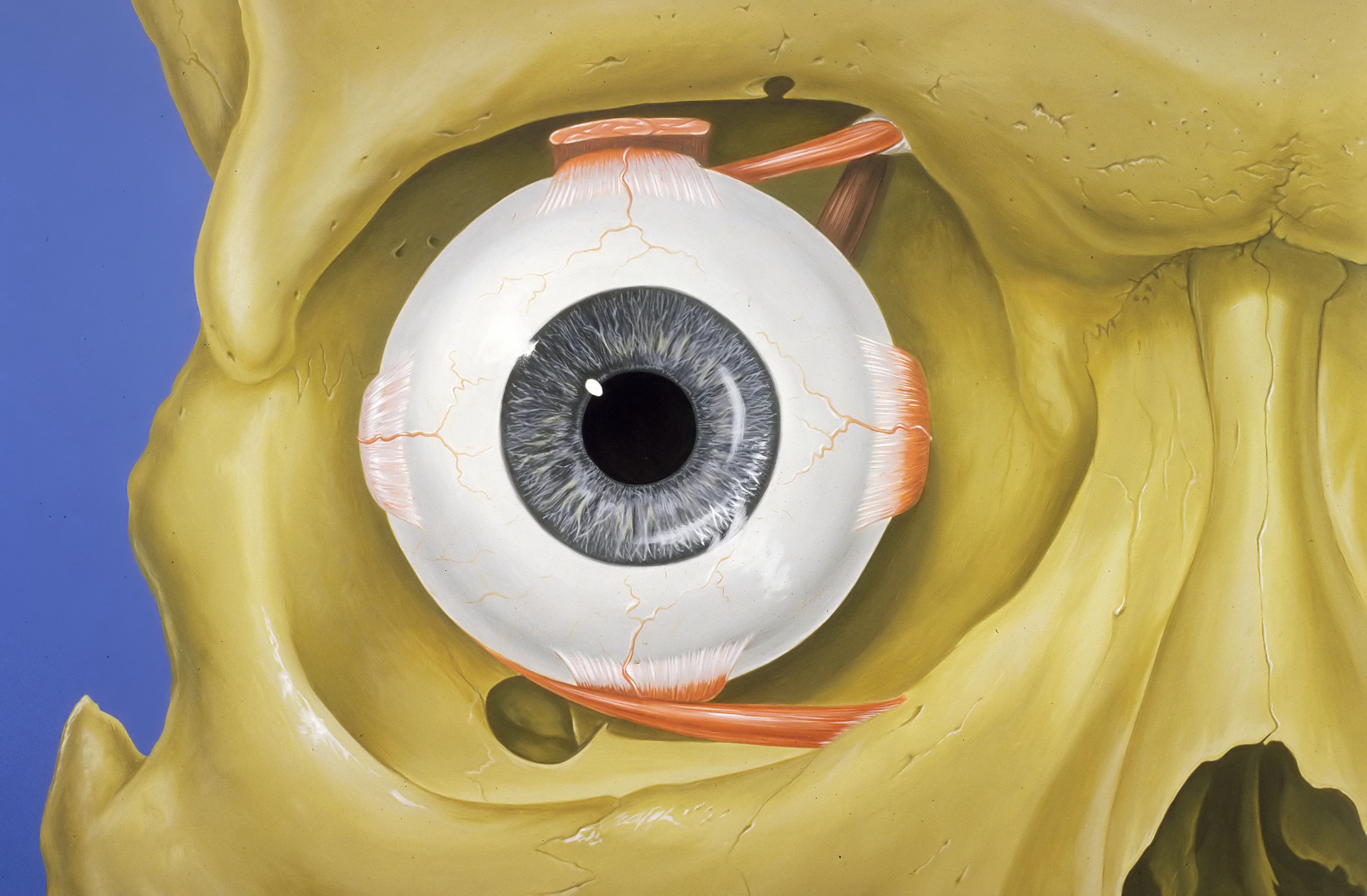
Muscle extra-oculaire

Les muscles extra-oculaires sont les sept muscles squelettique extrinsèques de l’œil.
Ils comprennent les six muscles oculomoteurs responsables des mouvements de l'œil dans l'orbite :
- muscle droit supérieur du bulbe de l'œil,
- muscle droit inférieur du bulbe de l'œil,
- muscle droit médial du bulbe de l'œil,
- muscle droit latéral du bulbe de l'œil,
- muscle oblique supérieur du bulbe de l'œil,
- muscle oblique inférieur du bulbe de l'œil.

Auxquels s'ajoute le muscle releveur de la paupière supérieure.